# Giacinto Gimma
Giacinto Gimma (né à Bari le 12 mars 1668 et mort dans la même ville le 19 octobre 1735) est un prêtre, érudit et écrivain italien.

## Biographie
Giacinto Gimma naquit le 12 mars 1668, à Bari, dans les Pouilles. Doué d’un esprit vif et d’un ardent désir d’apprendre, il avait, à vingt ans, terminé ses cours de philosophie et de jurisprudence à l’Université de Naples ; et peu de temps après il y reçut le laurier doctoral dans la double faculté. Il continua de se livrer à l’étude avec une telle ardeur, qu’il y consacrait les jours et les nuits, n’accordant au sommeil que les moments qu’il ne pouvait pas lui dérober. De cette manière il acquit promptement des connaissances très-étendues. En 1690 il entreprit de rédiger une encyclopédie qui devait contenir l’abrégé de toutes les sciences alors cultivées, avec les descriptions des procédés des arts et des métiers. Il commença cette grande tâche le 7 mars, jour de la fête de St. Thomas d’Aquin, auquel il avait une dévotion particulière, et la termina dans l’espace de trois ans. Quelque imparfait que dût être un semblable travail, il suppose dans celui qui avait eu le courage de l’entreprendre une réunion de qualités bien rares. L’ouvrage était trop volumineux pour qu’aucun libraire voulut se charger de le publier à ses frais ; mais la réputation de l’auteur ne s’en étendit pas moins dans tout le royaume de Naples. Les principales académies s’empressèrent de l’associer à leurs travaux ; et celle de Spensierati de Rossano l’élut, en 1696, son président perpétuel. Jusqu’alors cette Académie ne s’était occupée que de littérature ; Gimma lui donna de nouveaux règlements dans lesquels il recommanda la culture des sciences physiques et naturelles ; et, joignant l’exemple au précepte, il lui communiqua dans ses assemblées le résultat de ses propres observations. Quoiqu’il portât depuis son enfance l’habit ecclésiastique, il n’entra dans les ordres qu’en 1700, à l’âge de trente-deux ans. Il obtint alors un canonicat de la cathédrale de Bari, et fut successivement revêtu de différentes charges, qui l’obligèrent d’ajourner ses travaux littéraires, mais sans les lui faire abandonner entièrement. Il reçut en 1702, de l’Académie de la Crusca, une marque d’estime d’autant plus flatteuse qu’elle n’en a donné que rarement de pareilles. Cette célèbre Académie, dont le nombre des membres est limité par son règlement, lui fit expédier la promesse de la première place qui viendrait à vaquer dans son sein. Parmi ses amis il comptait Antonio Mongitore, à qui l’on doit l’Histoire littéraire de la Sicile ; Antonio Vallisneri, dont il prit la défense dans sa querelle avec le médecin français Andry sur la génération des vers intestinaux ; Ludovico Antonio Muratori, Giovanni Maria Lancisi entre-autres. Gimma mourut à Bari le 19 octobre 1735. On ne peut lui contester une immense érudition ; mais il manquait de critique et de goût ; son style, clair et facile, pêche par la diffusion. Malgré ces défauts, qui sont ceux de son temps, il tient un rang distingué parmi les écrivains napolitains de la même époque.

## Œuvres
- Elogi accademici della società degli Spensierati di Rossano, Naples, 1703, 2 vol. in-4°. On y trouve, avec l’histoire de l’Académie et les nouveaux règlements qu’il lui avait donnés, les éloges de cinquante-six académiciens. L’auteur annonçait l’intention de continuer cet ouvrage ; mais cette suite, si elle existe, n’a été publiée.
- Dissertationes academicæ de hominibus et animalibus fabulosis ; et de brutorum anima et vita, ibid., 1714, 2 vol., in-4°, ouvrage plein recherches curieuses.
- Idea della storia dell’Italia letterata, etc., ibid., 1723, 2 vol. in-4°. C’est ici la première histoire littéraire de l’Italie ; mais celle de Tiraboschi, vrai chef d’œuvre en ce genre, l’a rendue tout à fait inutile. On y trouve cependant bien des choses intéressantes, mais étrangères au sujet, car le défaut de Gimma, c’est l’abus digressions. Son but est de montrer que les Italiens ont rendu dans tous les temps de grands services aux sciences et aux lettres. Pour le prouver il aurait pu se dispenser de remonter jusqu’au patriarche Noé, dont les fils peuplèrent l’Italie. Le second volume, qui commence au 15e siècle, présente un tableau assez rapide de la marche des lettres et des arts en Italie depuis cette époque. On en trouve l’extrait dans la Bibliothèque italique, t. 2, p. 1-50.
- Storia naturale delle gemme, delle pietre e di tutti i minerali, ovvero della fisica sotterranea, ibid., 1730, 2 vol. in-4°, rare. On peut con pour consulter pour plus de détails la Notice sur Gimma, par Mauro de’ Noja, dans la Raccolta calogeriana, t. 17, p. 347.